# Khỉ sóc đầu trắng
Khỉ sóc đầu trắng, danh pháp hai phần là Saguinus oedipus, là một loài động vật có vú trong họ Cebidae, bộ Linh trưởng. Loài này được Linnaeus mô tả năm 1758. Một trong những loài linh trưởng nhỏ nhất, loài này dễ dàng được nhận ra bởi các đỉnh dọc dài màu trắng kéo dài từ trán tới vai. Loài này được tìm thấy ở ven rừng nhiệt đới và rừng thứ sinh ở tây bắc Colombia, nơi chúng sống trên cây và ngày đêm. Chế độ ăn bao gồm côn trùng và dịch rỉ từ cây cối và chúng là một bộ phân tán hạt giống quan trọng trong hệ sinh thái nhiệt đới.

## Hình ảnh

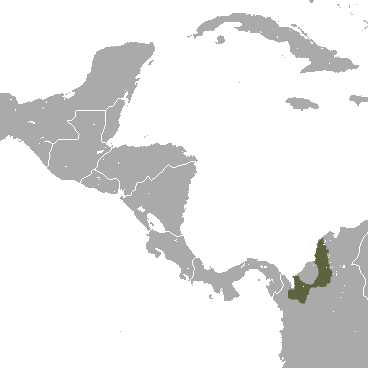
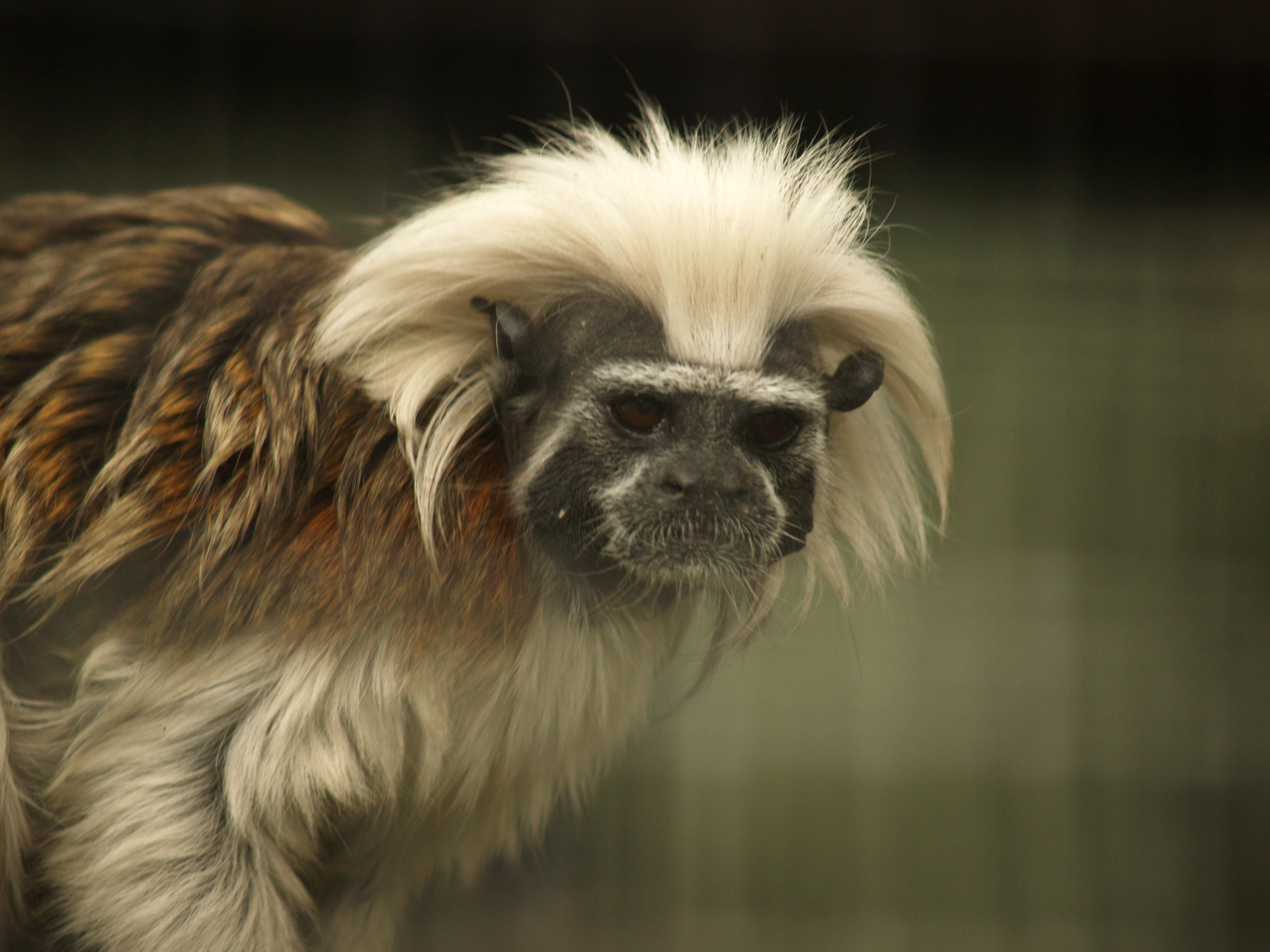
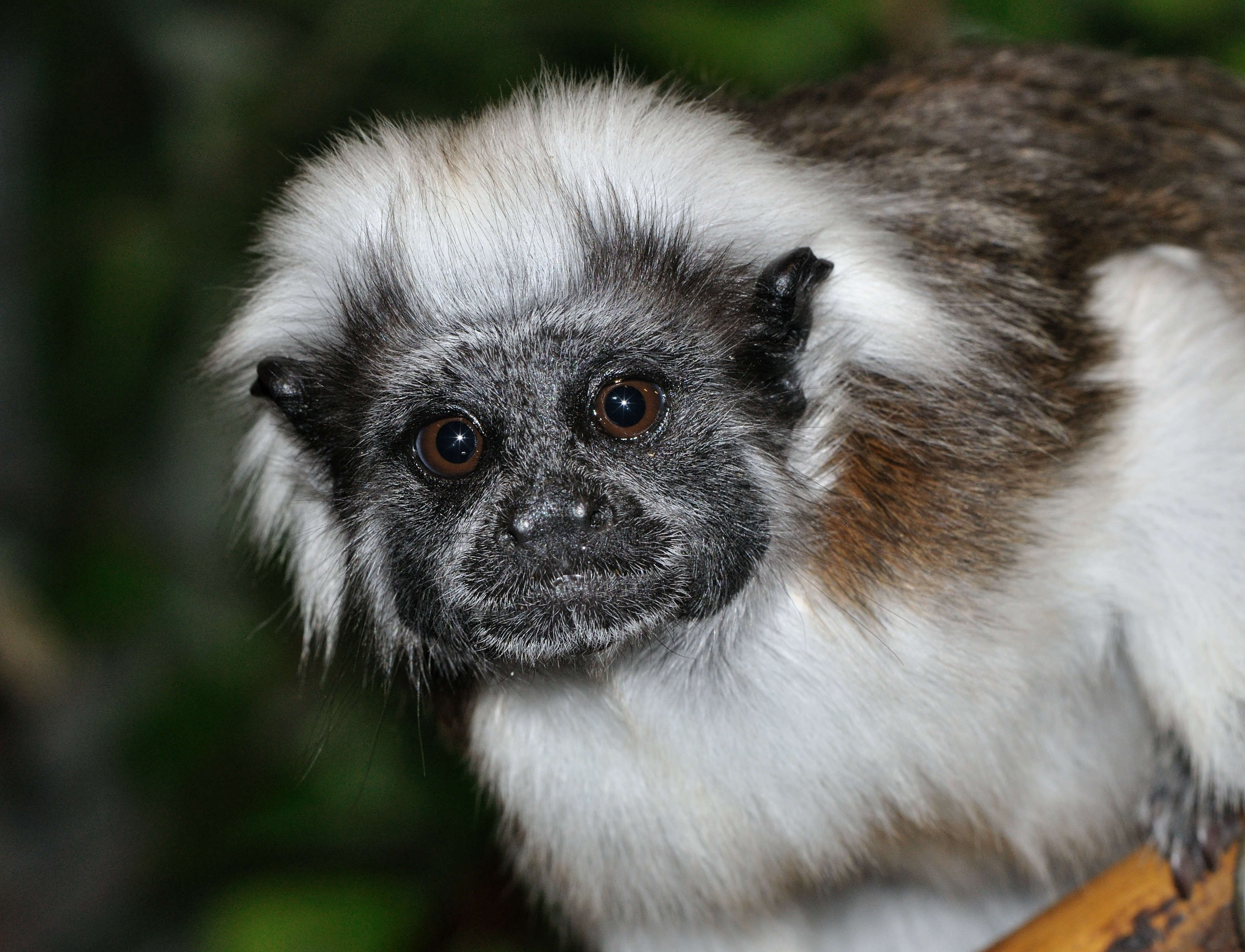
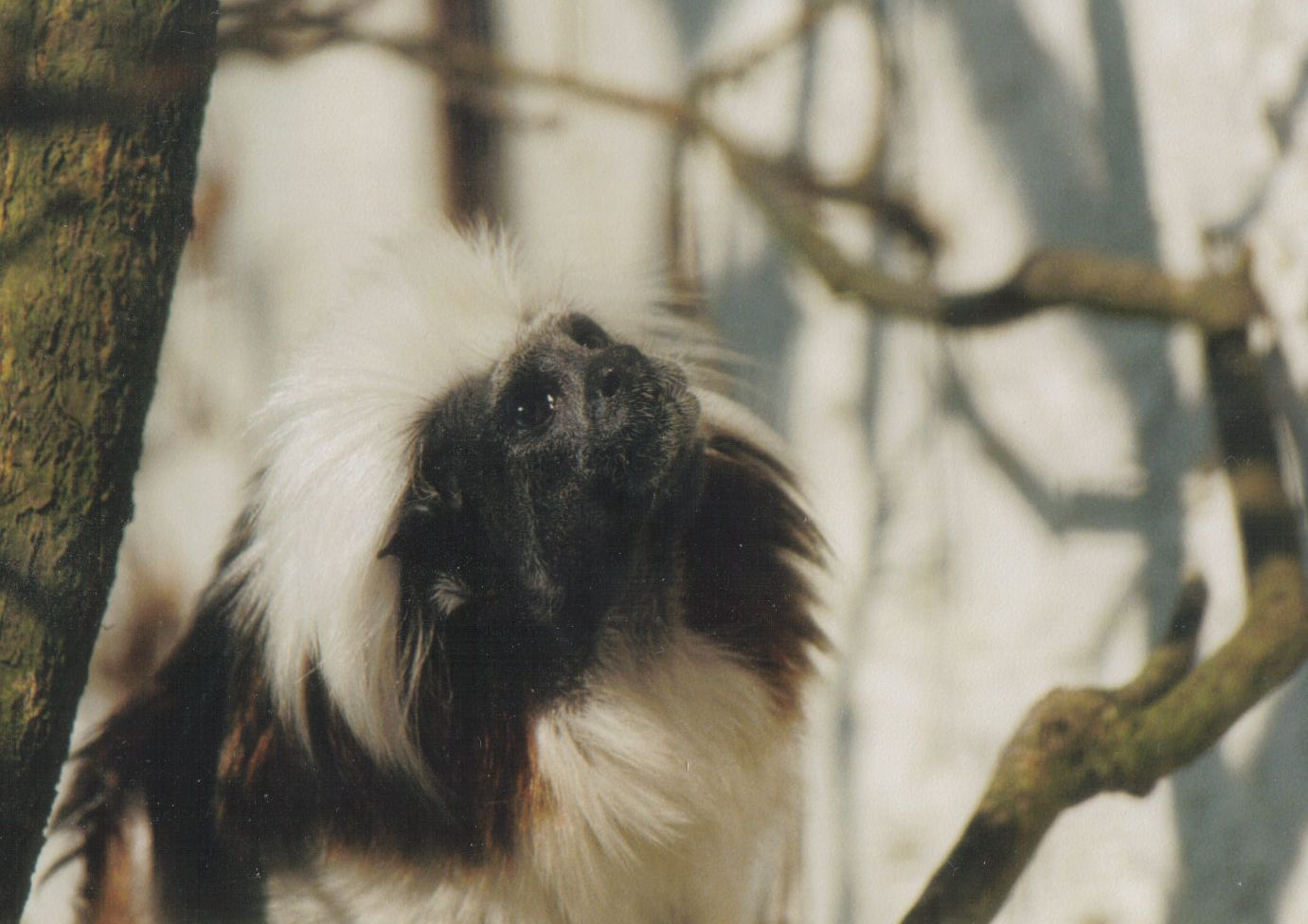